# Amphitectus areolatus
Amphitectus areolatus är en stekelart som först beskrevs av Hartig 1840.  Amphitectus areolatus ingår i släktet Amphitectus, och familjen glattsteklar. Arten är reproducerande i Sverige.